# Ryann O'Toole
Ryann Ashley O'Toole (Agoura Hills, 11 febbraio 1987) è una golfista statunitense, attiva principalmente nell'LPGA Tour.

## Biografia
Nativa del comune di Agoura Hills, situato nella contea di Los Angeles, inizia a praticare il golf all'età di tredici anni dopo aver assistito a una partita di alcuni amici di famiglia.
Frequenta poi la San Clemente High School e quindi l'Università della California a Los Angeles, conseguendo una laurea in sociologia.
Estremamente riservata circa la propria vita privata, è apertamente lesbica.

## Carriera

### Dilettantismo
Durante la sua permanenza all'Università della California a Los Angeles pratica golf a livello amatoriale come membro dei UCLA Bruins, la polisportiva dell'ateneo. Come studentessa ottiene dodici piazzamenti nella top-10 oltre a stabilire il miglior parziale sul campo del Royal Colwood Golf Club, nella città canadese di Victoria, con 66 colpi.

### Professionismo
Esordisce a livello professionale nel 2009 prendendo parte al Futures Tour nel mese di febbraio. Durante l'annata partecipa a un totale di otto eventi e termina in 80ª posizione nella money list del Futures Tour. A fine 2009 gareggia nel torneo di qualificazione dell'LPGA, con l'obbiettivo di prendere parte all'LPGA Tour 2010, ma si piazza in 73ª posizione e manca così l'accesso al massimo circuito femminile del mondo.
Torna al Futures Tour anche nel 2010, competendo in sedici eventi e vincendone due, e alla fine dell'anno è in 7ª posizione nella money list del Futures Tour. Gioca anche il suo primo torneo dell'LPGA Tour in occasione del CN Canadian Women's Open di Winnipeg. Rientrata nella top 10 della lista del Futures Tour di quell'anno, conquista così un posto per l'LPGA Tour 2011. Successivamente la californiana tenta invano di migliorare il proprio status partecipando al torneo di qualificazione dell'LPGA nel dicembre seguente.
Inizia il 2011 partecipando nuovamente al Futures Tour e in tornei minori dell'LPGA Tour. Dopo un 9º posto allo U.S. Women's Open 2011 di Colorado Springs riesce ad aumentare il proprio status ottenendo così l'accesso a un maggior numero di eventi nel massimo circuito statunitense. Il 21 agosto seguente ottiene un 5º posto al Safeway Classic e poco più tardi è selezionata da Rosie Jones, capitana della nazionale alla Solheim Cup 2011, come membro della spedizione statunitense.
Dopo aver annunciato l'intenzione di ritirarsi a fine anno, il 15 agosto 2021 vince alla 228ª partenza sull'LPGA Tour il suo primo evento del circuito, il Trust Golf Women's Scottish Open (organizzato assieme al Ladies European Tour), con un totale di 271 (−17) e un margine di tre colpi sulle ex leader mondiali Lydia Ko e Atthaya Thitikul. Per la sua vittoria la golfista californiana, che nell'LPGA Tour non era mai andata oltre il terzo posto, guadagna una borsa di 225 000 dollari su un montepremi complessivo di 1 500 000.

## Risultati in carriera

### Vittorie sull'LPGA Tour
| Nr. | Data           | Torneo                           | Punteggio       | Al par | Margine | Seconda classificata      | Borsa ($) |
| --- | -------------- | -------------------------------- | --------------- | ------ | ------- | ------------------------- | --------- |
| 1   | 15 agosto 2021 | Trust Golf Women's Scottish Open | 68-71-68-64=271 | –17    | 3 colpi | Lydia Ko Atthaya Thitikul | 225 000   |

### Vittorie sul Futures Tour
| Nr. | Data           | Torneo                                    | Punteggio    | Al par | Margine    | Seconda classificata       | Borsa ($) |
| --- | -------------- | ----------------------------------------- | ------------ | ------ | ---------- | -------------------------- | --------- |
| 1   | 16 maggio 2010 | Mercedes-Benz of Kansas City Championship | 31-34=651    | –6     | 2 colpi    | Dewi Claire Schreefel      | 7 000     |
| 2   | 4 luglio 2010  | Falls Auto Group Classic                  | 68-69-65=202 | –14    | Spareggio2 | Angela Buzminski           | 16 100    |
| 3   | 10 aprile 2011 | Santorini Riviera Nayarit Classic         | 73-71-67=211 | –8     | 1 colpo    | Dawn Shockley Nicole Smith | 17 500    |

1 Gara ridotta da 54 a 18 buche a causa del maltempo, borsa ridotta.
2 Vittoria nello spareggio con un birdie alla seconda buca extra.